# Корнеев, Дмитрий Игоревич
Дмитрий Игоревич Корнеев (род. 30 июня 1984, Тюмень) — российский хоккеист, нападающий. Мастер спорта  России международного класса (2005).

## Биография
Воспитанник тюменского хоккея, тренер Александр Ковалевский. Выступал за команды «Рубин-2» Тюмень (1999/2000, 1 матч), «Газовик» Тюмень (2000/01 — 2001/02, 2002/03, 2003/04 — 2006/07), «Газовик-Универ» (2001/02, 2002/03, 2003/04 — 2004/05), «Элемаш» и «Элемаш-2» (Электросталь, 2001/02), «Амур» Хабаровск (2003/04, 1 матч в РХЛ), «Динамо» и «Динамо-2» (Москва, 2007/08), «Рысь» Подольск (2008/09, летом 2008 планировался переход в «Динамо» Минск), «Крылья Советов» (2009/10), «Металлург» Жлобин (1 матч в чемпионате Беларуси-2011/12), «Лада» (2010/11), «Рязань», «Витязь» Чехов (5 матчей в КХЛ), «Сокол» Красноярск (все — 2011).
Выступал за вторую сборую России. Двукратный победитель хоккейного турнира зимних Универсиад (2003, 2005).
Окончил Тюменский государственный университет, Институт физической культуры (2006).
Кавалер Ордена Мужества.